# Краснодарский (Красноармейский район)
Краснодарский — посёлок в Красноармейском районе Краснодарского края.
Входит в состав Октябрьского сельского поселения.

## География

### Улицы
- ул. Зелёная,
- ул. Комсомольская,
- ул. Луговая,
- ул. Набережная,
- ул. Народная,
- ул. Полевая,
- ул. Степная,
- ул. Центральная,
- ул. Шоссейная.

## Население
| 2002 | 2010 |
| ---- | ---- |
| 448  | ↘429 |